# Руски и съветски паметници в Русенска област
| Снимка | Описание/дати стар стил | Надпис | Местоположение | Местоположение |
| ------ | --- | --- | -------------- | --- |
|        | Братска могила на 6 нисши чина (фелдфебел и 5 редови) от 4-ти Копорски полк, починали от получените рани в боя на 2 септември 1877 г. при с. Синанкьой (Помен) | Братская могила Здѣсъ погребены нижнiя чины 4-го пѣхотнаго Копорскаго Его Величества Короля Саксонскаго полка. умершiя отъ полученныхъ ими смертельныхъ ранъ въ дѣлѣ 2-го сентября 1877 года при д. Синанкiоѣ Фельдфебель и пять рядовыхъ Годподи упокой души войновъхъ за освобожденiе восточны христiанъ животъ свой положившихъ | Баниска        | Намира се на 3 км северозападно, в местността Балабан дере 43°28′40.8″ с. ш. 25°53′05.8″ и. д. / 43.478° с. ш. 25.884944° и. д. |
|        | Надгробен паметник на прапоршчик Пьотр Дмитриевич Валериянский от 4-ти Копорски полк, починал от рани в корема на 2 септември 1877 г. при с. Синанкьой (Помен) | Здѣсь покоится прахъ Прапорщика 4-го пѣхотнаго Копорскаго Его Величества Короля Саксонскаго полка Петра Дмитровича Валерьянскаго умершаго отъ полученной имъ смертельной раны въ дѣлѣ 2-го Сентября 1877 года при д. Синанкiоѣ. Помяни Господи во царствiи твоемъ! | Баниска        | Намира се на 3 км северозападно, в местността Балабан дере 43°28′42.5″ с. ш. 25°53′05.9″ и. д. / 43.478472° с. ш. 25.884972° и. д.                                                                                                 |
|        | Къща музей „Освободителна война“ | В тази къща се е помещавала главната квартира на руското командване от 20 юли до 13 август 1877 година | Бяла           | Намира се в парка на военно-историческия музей 43°27′42.2″ с. ш. 25°44′06.2″ и. д. / 43.461722° с. ш. 25.735056° и. д. |
|        | Надгробен паметник на милосърдни сестри от 48-а военно-временна болница, починали от петнист тиф: баронеса Юлия Вревска на 24 януари 1878 г. и Мария Неелова на 8 февруари 1878 г. | Сестры милосердiа НЕЕЛОВА и БАРОНЕСА ВРЕВСКАЯ январь 1878 г. На това място през 1907 г. са препогребани баронеса ЮЛИЯ ВРЕВСКАЯ и МАРИЯ НЕЕЛОВА | Бяла           | Първоначално до 1907 г. са погребани пред старата църква на централния площад. През 1907 г. е преместен в парка на военно-историческия музей 43°27′43″ с. ш. 25°44′05.5″ и. д. / 43.461944° с. ш. 25.734861° и. д.                 |
|        | Паметник на милосърдна сестра баронеса Юлия Вревска | 1841 ЮЛИЯ ВРЕВСКАЯ 1878 | Бяла           | Намира се до часовниковата кула и пред църква „Свети Георги“ 43°27′35.6″ с. ш. 25°44′12.3″ и. д. / 43.459889° с. ш. 25.73675° и. д.                                                                                                |
|        | Братска могила на офицерите от 129-и Бесарабски полк щабскапитан Николай Ховен, от 131-ви Тирасполски полк поручик Леонид Шредер и прапоршчик Игнатий Крушинский, от 132-ри Бендерски полк поручици Михаил Безроднов и Семьон Минаев, убити в бой с турците на 24 август 1877 г. при с. Абланово и Кацелово | 129 пѣхотнаго Бессарабскаго полка штабсъ-капитанъ Николай Ховенъ, 131 пѣхотнаго Тираспольскаго полка поручикъ Леонидъ Шредеръ, 132 пѣхотнаго Бендерскаго полка поручикъ Михаилъ Безродновъ и Семенъ Минаевъ пали въ бою съ турками 24 Августа 1877 года первые два при с. Аблава, а послѣднiе при с. Коцелево 131 пѣхотнаго Тираспольскаго полка прапорщикъ Крушинскiй | Бяла           | Намира се в северните покрайнини до Беленския мост над река Янтра, в местността Ханището 43°28′08.4″ с. ш. 25°43′19.3″ и. д. / 43.469° с. ш. 25.722028° и. д.                                                                      |
|        | Паметен знак по случай 100 годишната от посрещането на руските войски в Бяла на 23 юни 1877 г. | Тук на 5 юли 1877 г. бяха посрещнати руските братя освободители. юли 1977 г. | Бяла           | Намира се в началото на моста на Кольо-Фичето 43°28′11″ с. ш. 25°43′33.6″ и. д. / 43.469722° с. ш. 25.726° и. д. |
|        | Паметник на херцог Сергей Лейхтенбергский Максимилианович Романовский, на мястото на което е убит при с. Йован Чифлик (Иваново) на 12 октомври 1877 г. | В память освободителям На семъ мѣстѣ палъ геройскою смертью въ бою за свободу Болгарiй незабвенный племянникъ Великаго Царя Освободителя. Его Высочеству Сергею Максимилiановичу Князю Романовскому Герцогу Лейхтенбергскому | Иваново        | Намира се на 1 км северно 43°41′47.4″ с. ш. 25°57′12.9″ и. д. / 43.6965° с. ш. 25.953583° и. д. |
|        | Братска могила на загинали руски войни: от 130-и Херсонски полк 69, от 132-ри Бендерски полк 2, от 12-и Драгунски стародубски полк 8, от 12-и Донски казашки полк 7, от 33-та артилерийска бригада 1, загинали в боевете край селото на 7 и 9 юли и 9 – 12 октомври 1877 г. | | Иваново        | Намира се на 3 км североизточно 43°42′13.1″ с. ш. 25°58′26.5″ и. д. / 43.703639° с. ш. 25.974028° и. д. |
|        | Братска могила на капитан Владимир Нежинцов от 33-та артилерийска бригада и щабскапитан Янко Воеводич от Генералния щаб, загинали на това място в бой с турците на 24 август 1877 г. | На этомъ мѣстѣ пали въ бою съ турками 24 Августа 1877 года Капитанъ 33 артиллерiйской бригадый Владимiръ Нѣжницовъ и Штабсъ-Капитанъски Генеральнаго Штаба Янко Воеводичъ | Кацелово       | Намира се на 2 км югозападно, в местността Краище |
|        | Паметник на победата на 9 септември 1877 г. в битката при Чаиркьой | Въ царствованiя Россiйскаго Императора АЛЕКСАНДРА II подъ началствомъ Генералъ-Лейтенанта Татищева 9 сентебря Сраженiе при Церковнѣ. | Лом Черковна   | Намира се на 0,5 км на изток 43°20′26.1″ с. ш. 25°58′34.2″ и. д. / 43.340583° с. ш. 25.976167° и. д. |
|        | Паметник на победата на 14 и 30 ноември 1877 г. в битката при Мечка – Тръстеник | Въ царствованiя Россiйскаго Императора АЛЕКСАНДРА II подъ началствомъ ихъ императорских височествъ наследника Цесаревича и великаго княза Владимiра Алксандровича. 14-го и 30-го ноября 1877 года сраженiе у Трестеника и Мечки. въ бояхъ участвовали: Гвардейскiй экипажъ, пъхотные полки: Азовскiй, Днепровскiй, Украинскiй, Одескiй, Безсарабскiй, Херсонскiй, Тераспольскiй, Бендерскiй, Маршанскiй и Зарайскiй. Кавалерия: Стародубовскiй, Драгунскiй, Бългородекiй, Уланскiй, Ахтъiский, Гусарскiй, Донской №№ 12 и 37, двъ сотни 31-го и одна 36-го Донскихъ полковъ. 12-я и 33 Арт. бригадъi, 2-я,3 и 6 батареи, 35-й Арт. бригадъi, Донскiя казачьи №№ 5 и 21 батареи, 7-й сапернъiе батальонъ и 3-я и 4-я ротъi 2-го сапернаго батальона. Броненосная лодка „Никополь“ | Мечка          | Намира се на 2 км северозападно в местността Стълпище 43°41′47.4″ с. ш. 25°57′12.9″ и. д. / 43.6965° с. ш. 25.953583° и. д. |
|        | Надгробен паметник на подпоручик Леонид Александрович Калиновский младши офицер от 7-а рота на 46-и Днепровски полк, убит на 14 ноември 1877 г. край с. Мечка | 46-го ПѢХОТНАГО ДНѢПРОВСКАГО ПОЛКА подпоручикъ ЛЕОНИДЪ АЛЕКСАНДРОВИЧЪ КАЛИНОВСКIЙ убитъ 14 ноября 1877 года при с. МЕЧКА | Мечка          | Първоначално до 1958 г. се е намирал в старите гробища, а след това на 2 км северозападно, в местността Стълпище 43°42′56″ с. ш. 25°48′41″ и. д. / 43.715556° с. ш. 25.811389° и. д.                                               |
|        | Надгробен паметник на поручик Константин Степанович Брайковский командир на 10-а рота от 46-и Днепровски полк, убит на 7 ноември 1877 г. край с. Пиргово | 46-го ПѢХОТНАГО ДНѢПРОВСКАГО ПОЛКА поручикъ КОНСТАНТИНЪ СТЕПАНОВИЧЪ БРАЙКОВСКIЙ убитъ 7 ноября 1877 года во главѣ воей храброй 10 роты у с. Пиргоса | Мечка          | Първоначално до 1958 г. (на изображението) се е намирал в старите гробища на с. Мечка, а след това в двора на църква „Богоявление“, в с. Пиргово 43°42′55.6″ с. ш. 25°48′41.4″ и. д. / 43.715444° с. ш. 25.8115° и. д.             |
|        | Братска могила на нисши чинове (вероятно около 5) от 46-и Днепровски полк, убити на 14 ноември 1877 г. при с. Мечка | Здѣсь погребены войны 46 пѣхотнаго Днѣпровскаго полка убитые въ дѣлѣ съ турками 14 Ноября 1877 г. при с. МЕЧКА. | Мечка          | Намира се в старите гробища, днешното му състояние е неизвестно 43°42′47.7″ с. ш. 25°49′35.7″ и. д. / 43.71325° с. ш. 25.826583° и. д.                                                                                             |
|        | Братска могила на нисши чинове (вероятно около 10) от 46-и Днепровски полк, убити на 30 ноември 1877 г. при с. Мечка | Здѣсь погребены войны 46 пѣхотнаго Днѣпровскаго полка убитые въ дѣлѣ съ турками 30 Ноября 1877 г. при с. МЕЧКА. | Мечка          | Намира се в старите гробища, днешното му състояние е неизвестно 43°42′47.7″ с. ш. 25°49′35.7″ и. д. / 43.71325° с. ш. 25.826583° и. д.                                                                                             |
|        | Надгробен паметник на редови Франц Бридинский от 9-а рота на 46-и Днепровски полк, убит на 30 ноември 1877 при с. Мечка | 1877 † 9 р. 46 п. Днѣпровскаго полка Рѣд. Францъ Бридинскiй убитъ 30 ноября 1877 года у с. Мечка. | Мечка          | Намира се в старите гробища, днешното му състояние е неизвестно 43°42′47.7″ с. ш. 25°49′35.7″ и. д. / 43.71325° с. ш. 25.826583° и. д.                                                                                             |
|        | Братска могила на руски воини от 45-и Азовски полк, загинали в боевете 14 и 30 ноември 1877 г. край с. Мечка | Здѣсъ погребены русскie войны 45-го пѣхотнаго Азовскаго ЕГО ИМПЕРАТОРСКАГО высочества великого князя БОРИСА ВЛАДИМIРОВИЧА полкъ павшiе за освобождѣнiе христiанъ Балканскаго полуострова въ дѣлахъ съ турками у села Мечки 14-го и 30-го Ноября 1877 года | Мечка          | Намира се на 2.5 км югозападно, в местността Алишково дере (Алишковица) 43°42′12.2″ с. ш. 25°48′45.9″ и. д. / 43.703389° с. ш. 25.81275° и. д.                                                                                     |
|        | Братска могила на есаул Висарион Василев от 12-и Донски казашки полк и поручик Аркадий Браецкий от 131-ви Тирасполски полк, загинали от раните си, получени в боевете при с. Тръстеник на 30 ноември 1877 г. | Донскаго казачьаго №12 полкъ есаулъ Висарiонъ Василiевъ и 131 пѣхотнаго Тираспольскаго полка поручикъ Аркадiй Браецкiй скончалисъ отъ ранъ полученныхъ въ бою съ турками 30 Ноября 1877 года при с. Трестеникъ | Обретеник      | Първоначално е издигнат в двора на църква „Света Троица“, където са погребани офицерите, а през 1967 г. костите и паметникът са преместени в парка на центъра 43°34′50.7″ с. ш. 25°48′32″ и. д. / 43.58075° с. ш. 25.808889° и. д. |
|        | Паметник за освобождението на село Обретеник | 1877 1977 На 6 юли 1877 г. село Обретеник е освободено от османско иго | Обретеник      | Намира се на Центъра 43°34′48.6″ с. ш. 25°48′31.7″ и. д. / 43.580167° с. ш. 25.808806° и. д. |
|        | Братска могила на нисши чинове от 46-и Днепровски полк, убити на 23 август 1877 г. край с. Красен | Здѣсь погребены войны 46 пѣхотнаго Днѣпровскаго полка убитые въ дѣлѣ съ турками 23 Августа 1877 г. при с. Красномъ. | Пиргово        | Състоянието и местоположението му днес е неизвестно |
|        | Братска могила на загиналите от 46-и Днепровски полк на 23 и 28 август 1877 г. при с. Красен | Здесъ погивши войномъ пѣхотнаго Днѣпровскаго пол. на збити въ дѣлѣ съ турками 23 и 28 августа 1877 г. при с. Красномъ | Пиргово        | Намира се на 3 км югоизточно, в местността Пийдиц 43°42′57.1″ с. ш. 25°53′22.5″ и. д. / 43.715861° с. ш. 25.889583° и. д. |
|        | Паметник на загиналите от 45-и Азовски полк и 46-и Днепровски полк на 7 ноември 1877 г. при с. Пиргово | Здѣсь погребены русскiе воины 45-го пѣхотнаго Азовскаго ЕГО ИМПЕРАТОРСКАГО высочества великаго князя Бориса Владимiровича и 46-го пѣхотнаго Днѣпровскаго полковъ, павшiе за освобожденiе христiанъ Балканскаго полуострова въ дѣлѣ съ Турками у села Пиргоса 7-го Ноября 1877-го года | Пиргово        | Намира се в двора на църква „Богоявление“ 43°44′04.6″ с. ш. 25°51′27.5″ и. д. / 43.734611° с. ш. 25.857639° и. д. |
|        | Надгробен паметник на подпоручик Константин Степанович Брайковский командир на 10-а рота от 46-и Днепровски полк, убит на 7 ноември 1877 г. край с. Пиргово | 46-го ПѢХОТНАГО ДНѢПРОВСКАГО ПОЛКА поручикъ КОНСТАНТИНЪ СТЕПАНОВИЧЪ БРАЙКОВСКIЙ убитъ 7 ноября 1877 года во главѣ воей храброй 10 роты у с. Пиргоса | Пиргово        | Първоначално до 1958 г. се е намирал в старите гробища на с. Мечка, а след това - в двора на църква „Богоявление“, в с. Пиргово 43°44′04.6″ с. ш. 25°51′27.5″ и. д. / 43.734611° с. ш. 25.857639° и. д.                            |
|        | Братска могила на 2 унтер офицери и 34 редови от 4-ти Копорски полк, убити на 2 септември 1877 г. край село Синанкьой (Помен) | | Помен          | Намира се на запад до пътя в местността Салан чаир 43°28′09.3″ с. ш. 25°58′06.8″ и. д. / 43.46925° с. ш. 25.968556° и. д. |
|        | Паметник на свободата | На поборниците и опълченците, които са взели участие за освобождението на България през 1867 – 1877 г. | Русе           | Намира се на площад „Свобода“ 43°50′55″ с. ш. 25°57′12″ и. д. / 43.848611° с. ш. 25.953333° и. д. |
|        | Братска могила от 1877 г. (вероятно на загинали от раните руски войници от 137-и Нежински и 138-и Болховски полк след битката при с. Езерче) | Братская могила 1877 года. | Сваленик       | Паметникът е възстановен през 1966 г. 43°34′43.7″ с. ш. 26°06′40″ и. д. / 43.578806° с. ш. 26.111111° и. д. |
|        | Братска могила на подпоручик Михаил Фьодорович Хмелницкий и прапоршчик Дмитрий Павлович Денисов от 137-и Нежински полк, убити на 14 юли 1877 г. в битката при с. Есерджи (Езерче) | убити в дѣлѣ с турецкеми войскими при деревнѣ Есерджи 14 iюля 1877 г. 137-го пѣхотного нежинского Ея Императорского Высочества Великой Княгини Марiй Павловны полка поручик Михаилъ Феодоровичъ Хмельницкiй, прапорщикъ Дмитрiй Павловичъ Денисов | Сваленик       | Първоначално е издигнат от другарите им на 1 км западно от селото. Възстановен е през 1966 г. 43°34′43.7″ с. ш. 26°06′40″ и. д. / 43.578806° с. ш. 26.111111° и. д.                                                                |
|        | Надгробен паметник на Павел Голубинцев сотник от 12-и Донски казашки полк, убит в престрелка с турците на 7 срещу 8 юли 1877 г. край с. Нисово | На этомъ мѣстѣ покоится тѣло сотника Донскаго казачьяго 1-го полка Павла Голубинцева павшаго въ ночной перестрѣлкѣ съ турками съ 7 на 8 число юля 1877 года у с. Нисова | Табачка        | Намира се в двора на църква „Успение на Пресвета Богородица“ 43°36′32.7″ с. ш. 25°58′58.3″ и. д. / 43.609083° с. ш. 25.982861° и. д.                                                                                               |
|        | Братска могила на офицери от 131-ви Тирасполски полк – 3, 12-и Донски казашки полк -1 и нисши чинове от 129-и Бесарабски полк – 11, 131-ви Тирасполски полк – 44, 132-ри Бендерски полк – 7, 33-та артилерийска бригада – 4, 12-и Стародубски драгунски полк – 3, 12-и Белгородски улански полк -1, 12-и Ахтирски хусарски полк – 5 убити в бой с турците на 14 и 30 ноември 1877 г. при селата Тръстеник и Мечка. | Въ память боя съ турками 14 и 30 Ноября 1877 года при с. Трестеникъ и Мечка. Пало офицеровъ 33 пѣхотной дивизiи и 12 кавалерiйской дивизiи 131 пѣхотнаго Тираспольскаго полка-3, Донскаго казачьаго 12 полка-1 Пало нижнихъ чиновъ 33 пѣхотной дивизiи и 12 кавалерiйской дивизiи 129 пѣхотнаго Бессарабскаго полка-11. 131 пѣхотнаго Тираспольскаго полка-44.132 пѣхотнаго Бендерскаго полка-7. 33 Артиллерiйской Бригады-4. 12 Драгунскаго Стародубскаго полка-3. 12 Уланскаго Бѣлгородскаго полка-1. 12 Гусарскаго Ахтырскаго полка-5. | Тръстеник      | Намира се на 0,5 км на североизток близо до старите български гробища 43°40′11.2″ с. ш. 25°51′31.9″ и. д. / 43.669778° с. ш. 25.858861° и. д.                                                                                      |
|        | Братска могила на 19 подофицери, 103 редници, щабскапитани Дмитрий Алексеевич Ваганов и Митрофан Степанович Колесников, поручици Илья Павлович Обручев и Иван Игнатьевич Юркевич от 47-и Украински полк, убити на 19 и 23 август, на 12 октомври, на 7, 14 и 30 ноември 1877 г. | Отъ 47 пехотнаго Украинскаго Его Императорского высочества Великаго князя Владимира Александровича полка въ память товарищам павшим въ боях съ турками по обоимъ берегам реки Лома 19 и 23 августа, 12 октября и 7, 14 и 30 ноября 1877 г. Штабсъ капитаны Дмитрий Алексеевичъ Вагановъ и Митрофанъ Степановичъ Колесниковъ убиты въ деле 14 ноября 1877 г. при с. Трестеникъ Поручикъ Илья Павловичь Обручевъ убитъ въ деле 14 ноября 1877 при с. Трестеникъ Иван Игнатьевичъ Юркевичь убитъ въ деле 7 ноября 1877 при ханъ Гюль чесме Здесь похоронены 19 унтеръ Офицеровъ и 103 рядовыхъ Украинскаго полка убитые разновременно въ бояхъ съ турками | Тръстеник      | Намира се на 0,5 км северно в старите български гробища 43°40′12″ с. ш. 25°51′24″ и. д. / 43.67° с. ш. 25.856667° и. д. |
|        | Братска могила на загиналите от 48-и Одески полк | 1877 годъ Одесскiй 48-й Пѣхотный полк Героямъ товарищамъ Павшимъ въ бояхъ За свободу христiанъ Балканскаго полуострова | Тръстеник      | Намира се на 0,5 км западно, в местността Кривата махала (Мешеджик) 43°39′28″ с. ш. 25°51′04″ и. д. / 43.657778° с. ш. 25.851111° и. д.                                                                                            |
|        | Братска могила на загиналите на 24 август 1877 г. при Абланово поручици Иван Квашин-Самарин и Леонид Шредер и нисши чинове 39 и на загиналите на 30 ноември 1877 г. при Тръстеник поручици Григорий Фьодоров и Аркадий Броецкий, прапорщик Павел Криницкий и нисши чинове 48 от 131-ви Тирасполски полк | 131-й пѣхотной Тираспольскiй полкъ Товарищамъ Убитымъ въ бояхъ 1877 года 24 августа при Аблавѣ поручики Квашнинъ-Самаринъ и Шредеръ Нижнихъ чиновъ 39 30 ноября при Трестеникъ Поручики Федоровъ и Броецкiй Прапорщикъ Криницкий Нижнихъ чиновъ 48 Миръ праху вашему храбрые товарищи | Тръстеник      | Намира се на 1.5 км северозападно в местността Лагера (Старите лозя) 43°40′17″ с. ш. 25°50′28″ и. д. / 43.671389° с. ш. 25.841111° и. д.                                                                                           |
|        | Братска могила на загиналите от 48-и Одески полк | 1877 годъ Одесскiй 48-й Пѣхотный полкъ Героямъ товарищамъ Павшимъ въ бояхъ За свободу христiанъ Балканскаго полуострова | Тръстеник      | Намира се на 1.5 км северозападно в местността Лагера (Старите лозя) 43°40′17″ с. ш. 25°50′28″ и. д. / 43.671389° с. ш. 25.841111° и. д.                                                                                           |
|        | Надгробен паметник на поручик Григорий Фьодоров и прапорщик Павел Криницкий от 131-ви Тирасполски полк, убити в бой с турците на 30 ноември 1877 г. при с. Тръстеник | 131 пѣхотнаго Тираспольскаго полка поручикъ Григорiй Федоровъ и прапорщикъ Павелъ Криницкiй пали въ бое съ турками 30 Ноября 1877 года при с. Трестеникъ | Тръстеник      | Намира се в двора до олтара на църква „Света Параскева“ 43°40′03″ с. ш. 25°51′14″ и. д. / 43.6675° с. ш. 25.853889° и. д. |
|        | Братска могила на загиналите от 48-и Одески полк | 1877 годѣ Одесскiй 48й Пѣхотный полкъ Героямъ товарищамъ Павшимъ въ бояхъ За свободу христiанъ Балканскаго полуострова | Тръстеник      | Намира се в двора до олтара на църква „Света Параскева“ 43°40′03″ с. ш. 25°51′14″ и. д. / 43.6675° с. ш. 25.853889° и. д. |
|        | Надгробен паметник на казак Матей от 12-и Драгунски стародубски полк, убит в престрелка с черкези на 25 юни 1877 г. | Тука почива казакъ рус Матей 1877 юни 25 за в ослобожедение на Болгариа | Ценово         | През 1964 г. паметникът е преместен до пътя, а тленните останки са препогребани. Намира се на 1 км западно, вдясно до пътя за с. Пиперково 43°32′14.2″ с. ш. 25°38′37.2″ и. д. / 43.537278° с. ш. 25.643667° и. д.                 |
|        | Обезличена братска могила на руски войни от Източния Русчукски отряд, починали от рани и болести в лазарета, помещавал се в старата джамия на с. Ценово | (Висок 2 метра дървен кръст, стоящ до 1928 г. ) | Ценово         | Намира се в двора на около 40 метра от старата джамия |
|        | Братска могила на загинали руски войни (вероятно 3 чина от 140-и Зарайски полк, убити при фуражировка на 5 ноември 1877 г.) | Братская могила ...(нечетливо) ...1877 г. | Церовец        | Намира се на 1 км североизточно 43°32′26.5″ с. ш. 26°09′35.1″ и. д. / 43.540694° с. ш. 26.15975° и. д. |
|        | Паметна плоча на 16 руски войни от 140-и Зарайски полк | ‡ В памет на 16 руски войни от 140 Зарайский пехотен полк 1877 г. | Церовец        | Поставена е с лични средства от русенеца Тодор Атанасов на 11 май 2019 г., до входа на църква „Свети Архангел Михаил“ 43°32′13.4″ с. ш. 26°09′13″ и. д. / 43.537056° с. ш. 26.153611° и. д.                                        |
|        | Братска могила на Александър Феодорович Хамутов, поручик от 139-и Моршански полк и 2 войници, загинали на 4 януари 1878 г. | поручик АЛЕКСАНДЪР ФЬОДОРОВИЧ ХОМУТОВ от 139 пехотен Маршалски полк загинал на 04.01.1878 г. | Чилнов         | Първоначално се е намирал в гробището. Преместен е заедно с костите през 1930 г. в центъра 43°31′29.4″ с. ш. 25°55′11.8″ и. д. / 43.524833° с. ш. 25.919944° и. д.                                                                 |
|        | Паметник на загиналите руски войници край селото през Руско-турската война 1877 – 1878 г. | Вечна слава на руските войни загинали за освобождението на България 1877 – 1878 | Щръклево       | Намира с в парка 43°43′09.6″ с. ш. 26°02′33″ и. д. / 43.719333° с. ш. 26.0425° и. д. |